# Sorokîne, Seredîna-Buda
Sorokîne (în ucraineană Сорокине) este un sat în orașul raional Seredîna-Buda din regiunea Sumî, Ucraina.

## Demografie
Componența lingvistică a localității Sorokîne
     Rusă (98,78%)
     Ucraineană (1,22%)
Conform recensământului din 2001, majoritatea populației localității Sorokîne era vorbitoare de rusă (98,78%), existând în minoritate și vorbitori de ucraineană (1,22%).